# 出名
《出名》（英語："Famous"）是美国音乐人坎耶·韦斯特第七张录音室专辑《巴勃罗的一生》的首支单曲，由女歌手蕾哈娜和嘻哈艺人史威兹·毕兹客串演唱，还录用了牙买加歌手南茜姐妹和美国歌手妮娜·西蒙的小样。2016年4月1日，歌曲于美国城市和节奏电台播放。
一经发行，歌曲中的歌詞便因提及到美國創作歌手泰勒·斯威夫特、部分牵涉韦斯特打断她在2009年MTV音乐录影带大奖获奖感言事件的争议歌词引发舆论广泛讨论。事后，韦斯特声称斯威夫特曾同意将争议歌词写入歌曲，但斯威夫特否认这一说法，并批评韦斯特，谴责歌词“攻击女性”。数月后，韦斯特的妻子金·卡戴珊发布一段抓拍到斯威夫特与韦斯特之间对话的3分鐘剪輯過的视频，其中斯威夫特「似乎」同意了歌词。2020年，一個25分鐘未剪輯的完整影片被釋出，影片證實了韦斯特確實沒有向斯威夫特提及她反對的歌詞（"I made that bitch famous"）。。
2016年6月，韦斯特发布的歌曲音乐录影带刻画了他本人、斯威夫特、卡戴珊、美國前總統唐纳德·特朗普、美国前总统乔治·W·布什、蕾哈娜、喜剧演员比尔·寇司比等名人，而韦斯特本人则与他们同床裸睡。视频发行后面临着明显两极分化的评价。

## 作曲
歌曲从“自吹自擂的、鸣钟般的嘻哈乐”过渡到南希姐妹的舞厅音乐歌曲《Bam Bam》，割裂了混入妮娜·西蒙歌曲《Do What You Gotta Do》的和弦进程。专辑初版发行后，歌曲连同其他曲目对比2016年3月更新的专辑有所变化，婚姻不同，歌词也略有改动。
《芝加哥论坛报》的格雷格·科特（Greg Kot）称歌曲是“韦斯特变得既卓越又气人的例子”，并指出指泰勒·斯威夫特的歌词充满争议，但赞扬了制作过程和蕾哈娜的人声客串。《Pitchfork》的杰森·格林（Jayson Greene）写道，争议性歌曲“感觉像一块被做出来故意点燃21实际流行乐坛最具种族色彩争议的浴室涂鸦。”

## 争议
歌曲出现了暗指韦斯特在2009年MTV音乐录影带大奖（2009年VMA）上打断斯威夫特获奖感言的歌词：
For all my South Side niggas that know me best / I feel like me and Taylor might still have sex / Why? I made that bitch famous / (Goddamn!) / I made that bitch famous.
翻译如下：
我在南边长大，在那儿有一群最懂我的朋友 / 我觉得泰勒应该跟我做爱 / 那婊子可是老子我捧红的 / （老天爷！）/ 我把那婊子捧红了
歌曲一经发行，歌词便被媒体极度炒作和批评，而韦斯特则为歌词辩护，表示：“我打电话给泰勒，跟她就歌词长篇大论一个小时，她认为这很有趣，能给她祝福。”而斯威夫特的发言人在回应中坚决否认韦斯特问过她是否同意争议性歌词，官方声明声称斯威夫特只在她的Twitter页面被问到韦斯特发行歌曲的事，她反而“警告他不要发行这样一首带有强烈厌恶女人信息的歌曲。”在2016年格莱美奖年度专辑奖的获胜感言中，她似乎含蓄提及了韦斯特的歌词，称“旁边有些人要像削弱的你的成功或把你的成就或名气归为自己的功劳。”
2016年6月，韦斯特的妻子金·卡戴珊《GQ》杂志采访时，声称夫妻俩持有韦斯特打电话给斯威夫特的视频录音，其中可听到斯威夫特和蔼可亲地讨论并赞成歌词。她澄清，泰勒絲阵容曾扬言一旦视频曝光会付诸法律，但她争辩道：“我发誓，我老公在正确协议下行事，甚至打电话获取认可时，惹了很多麻烦。”2016年7月，卡戴珊在网上发布电话交谈的录音，录音中斯威夫特据称被听到赞赏韦斯特的歌词，称它是一种“恭维”和两人友谊的表现。在通话中，斯威夫特似乎表示：
好，只管写你觉得更加好的歌词，另一种说法明显非常言不由衷，我真的很感谢你通知我这件事，非常好......我想没有人会把它当真，就像‘那真的很不尊重人，她一定哭了。’你得把故事讲出来，它就发生在你身上，你经历过它。你真的不了解我成名前的身份。不过没关系了，我在你这样做之前已经卖了700万张专辑，你不知道我之前的身份。没事的......如果有人问起我这件事，我认为这对我来说非常重要，就像‘看，他给我打过电话，告诉过我歌词的事’。
而韦斯特则告诉斯威夫特：“身为你的朋友，我要对你负责，你知道，谢谢你，这真是太酷了。”
视频曝光后，斯威夫特发表声明，表示“在我没有交代故事原委或在歌曲中起到任何作用时，被错误描绘成一个骗子时，是一种人格损害，”她声称韦斯特没有告诉她会被叫作“婊子”，而她感覺不舒服的是婊子的部分，且視頻中的威斯特並沒告訴斯威夫特「婊子的部分」，完全證實斯威夫特是完全不知情婊子的部分的歌詞。而卡達夏利用蛇的表情符號「🐍」及其他酸言酸語來帶頭霸凌斯威夫特，導致酸民們在斯威夫特的Instagram貼文下方不停地留言蛇的表情符號，之後讓斯威夫特關掉Instagram留言功能到至今。但在斯威夫特关闭Instagram留言后，反而导致霸凌事件迅速扩张：斯威夫特的其他社交账号（包括Twitter，Tumblr，Facebook和新浪微博等）的所有帖文下迅速全球大量酸民用「🐍」符号刷屏，以及众多被斯威夫特曾经写进歌中的艺人、主持人和前男友在此事件后亦出卖斯威夫特并加入卡達夏的阵营，美国街头的涂鸦中甚至出现了“纪念泰勒·斯威夫特：1989年-2016年“（In The Memory of Taylor Swift: 1989-2016）的涂鸦。
2017年7月，斯威夫特全部刪掉所有社交网络的貼文，并关闭了自己的个人网站。2017年8月中旬上傳三支影片關於蛇；2017年11月，斯威夫特的第六張錄音室專輯《舉世盛名》發行，專輯中的歌曲：〈看是你逼我的〉、〈我的错〉、〈話都你在說〉、〈你不配〉等歌曲都在回應及諷刺此事。；2018年5月-11月，斯威夫特在舉世盛名體育場巡迴演唱會中也大量使用蛇的道具。斯威夫特用以上的方式來化解這件事。
在2019年6月，斯威夫特在她Tumblr的一篇關於威斯特的前經紀人斯库特·布劳恩收購她前6張專輯的貼文中，形容了這首歌的音樂錄影帶是「一個讓我赤裸裸的復仇式色情音樂錄影帶」。在《滾石》2019年10月的月刊訪問中，斯威夫特說這個世界在威斯特語言攻擊她之前「不了解整個事件及情況」，她也說到這個事件是她與威斯特的最後一根稻草，說到：「當我聽到這首歌，我就想，我真的受夠了這一切了。」 ，她詳細說明了她跟威斯特的關係：「我真的再也不想再說這件事了因為這會讓我很生氣，而且我不想整天都在說這個垃圾事。」
2020年3月，一個未剪輯的25分鐘關於這段電話錄音的影片被釋出了，影片當中威斯特告訴斯威夫特了一段歌詞「我感覺泰勒·斯威夫特應該欠我一次做愛」（I feel like Taylor Swift might owe me sex），然後問她：「如果在歌曲的後面我還說，呃……『我讓她出名了』（"I made her famous"）呢？」，斯威夫特反對這個歌詞，並告訴他在發生2009年VMA事件之前就已經不簡單地做到700萬張《無懼的愛》的銷量。在韋斯特透露「欠我性愛」的歌詞後，斯威夫特似乎對威斯特沒有稱她為婊子感到明顯鬆了一口氣，她說：「我很高興這不是刻薄的[...] 我以為接下來會是，『那個愚蠢的、愚蠢的婊子。』 但事實並非如此。所以我不知道。」，且威斯特沒有提到「我讓那個婊子出名」的歌詞，證實了斯威夫特之前的說法，即她不同意被稱為「那個婊子」。這個影片在社交媒體上被廣泛分享，標籤#KanyeWestIsOverParty（肯伊·威斯特完蛋了派對）和#TaylorToldTheTruth（泰勒真的說實話）成為推特上的熱門話題。在Instagram的一個限時動態中，斯威夫特沒有詳細說明這個事件，而是鼓勵她的粉絲為2019冠状病毒病疫情的救援工作捐款。為了回應，卡戴珊發布了一系列推文指責斯威夫特撒謊並否認了剪輯影片，並說到：「我從來沒有剪輯過影片（另一個謊言），我只是在Snapchat上發布了一些片段來表達我的觀點，最近洩露的完整影片並沒有改變我的闡述」。斯威夫特的公關Tree Paine用一條原始聲明的推文回應了卡戴珊，並為它加上了標題「當你取出片段時，那就是有剪輯。」

## 音乐录影带
2016年6月24日，歌曲音乐录影带在加利福尼亚州英格尔伍德论坛体育场举办的Tidal独家活动上首播。录影带开头慢慢掠过乔治·W·布什、唐纳德·特朗普、安娜·温特、蕾哈娜、克里斯·布朗、泰勒·斯威夫特、坎耶·韦斯特、金·卡達夏雷·J、艾波·罗斯、凯特琳·詹纳和比尔·寇司比的赤身睡觉的身影。所有名人的躯体都是合成的。结尾处，镜头平移，展现所有人与韦斯特同一时间起床。录影带视觉灵感受文森特·德赛德里奥的启发。
录影带发布两天前，韦斯特用Skype向《名利场》的德克·斯坦登（Dirk Standen）展示录影带，当时录影带仍处于后期剪辑阶段。录影带的摄制历史三个月，最终版诞生时拍了四个不同的版本。韦斯特没有透露录影带中出现的哪些名人身躯是真的，哪些是假的，不过他表示录影带“不支持或（针对）任何（视频中的）人”，仅仅是“对成名的议论”。她还表示他获得了妻子卡戴珊的许可。录影带发布后数天，E!编辑科琳娜·海勒（Corinne Heller）评论称：“泰勒絲是《出名》录影带如此受期待的主要原因之一，”然而，录影带对名人的描绘“几乎没有获得任何反应”。观众对录影带的评价两极分化。2016年7月1日，录影带被上传到YouTube。《父亲伸出我的手 Pt.1》也出现在录影带中。
录影带后来被提名为2016年MTV音乐录影带大奖最佳男艺人录影带奖和年度录影带奖。德国导演维尔纳·赫尔佐格承认对录影带表示钦佩，称它“非常棒”，并承认他“从未见过像这样的作品。”

## 榜单表现
| 榜单 （2016年）                         | 最高排位 |
| --------------------------------------- | -------- |
| 澳大利亚 （ARIA）                       | 43       |
| 加拿大（Canadian Hot 100）              | 31       |
| 丹麦（Tracklisten）                     | 21       |
| 芬蘭（芬兰官方电台榜）                  | 93       |
| 法国 （SNEP）                           | 128      |
| 愛爾蘭（愛爾蘭唱片音樂協會单曲榜）      | 28       |
| 意大利 （FIMI）                         | 59       |
| 荷兰（百强单曲榜）                      | 55       |
| 新西兰 （Recorded Music NZ）            | 28       |
| 挪威 （VG-lista）                       | 17       |
| 蘇格蘭（官方榜单公司單曲榜）            | 54       |
| 瑞典 （Sverigetopplistan）              | 23       |
| 瑞士（瑞士热门音乐榜）                  | 45       |
| 英國（官方榜单公司單曲榜）              | 33       |
| 美国（《告示牌》百大單曲榜）            | 34       |
| 美國（《告示牌》Hot R&B/Hip-Hop Songs） | 13       |

## 销量认证
| 地區                                  | 认证 | 认证单位/销量 |
| ------------------------------------- | ---- | ------------- |
| 澳大利亚（澳大利亚唱片业协会）        | 金   | 35,000‡       |
| *僅含認證的實際銷量 ^僅含認證的出貨量 |      |               |